# Croisade des pastoureaux de 1251
Ne doit pas être confondu avec Croisade des enfants (expédition) ou Croisade des pastoureaux de 1320.
Pour les articles homonymes, voir Pastoureau.

La Croisade des pastoureaux.

La Croisade des pastoureaux de 1251 est une insurrection ou une croisade populaire engagée sans l'appui des puissants et même contre eux. Un événement similaire se déroule en 1320.
Le terme « pastoureaux » désigne les bergers.

## Origine
Lors de la septième croisade, Louis IX (Saint Louis) prend Damiette. Mais son armée, victime d'une épidémie de peste ou, selon les dernières recherches, de dysenterie, de typhus et de scorbut, s'y trouve prise au piège. Saint Louis  est fait prisonnier avec deux de ses frères en 1250. Cette nouvelle, quand elle parvient en Occident, provoque incrédulité et révolte. Comment un roi très pieux a-t-il pu être abandonné de Dieu ?
La réponse vient de prédicateurs populaires, en particulier un certain Job, ou Jacob ou Jacques, moine hongrois de l'ordre de Cîteaux. Ce moine charismatique, nommé le « maître de Hongrie », prétend avoir reçu de la Vierge Marie une lettre affirmant que les puissants, les riches et les orgueilleux ne pourront jamais reprendre Jérusalem, mais que seuls y parviendront les pauvres, les humbles, les bergers, dont il doit être le guide. L’orgueil de la chevalerie, dit la lettre, a déplu à Dieu.

## Déroulement
L'appel solennel aurait eu lieu pour Pâques 1251. Des milliers de bergers et de paysans prennent la croix, et marchent vers Paris, armés de haches, de couteaux et de bâtons. Ils sont 30 000 à Amiens, peut-être 50 000 à Paris, où Blanche de Castille les reçoit. Dans un premier temps, elle donne son appui. Mais le mouvement est trop dangereux sur le plan social et religieux pour être accepté par les puissants : il accuse abbés et prélats de cupidité et d'orgueil, et s'en prend même à la chevalerie, accusée de mépriser les pauvres et de tirer profit de la Croisade.
Des conflits s’ensuivent avec le clergé dans plusieurs villes (Rouen, Orléans, Tours). À Bourges, les pastoureaux s'en prennent aussi aux juifs, et sont réprimés par les forces royales. Lorsque les villes ne veulent pas les nourrir, des pillages ont lieu. Ainsi à Bordeaux, libre commune gasconne appartenant à l'empire Plantagenêt, où le sénéchal de Guyenne Simon V de Montfort réprime les pastoureaux.
Le mouvement s'étend en Rhénanie et dans le nord de l'Italie. La répression est de plus en plus féroce et seuls quelques rescapés parviennent jusqu'à Marseille et s'embarquent pour Acre, où ils rejoignent les croisés.
La Croisade des pastoureaux constitue un exemple paradigmatique d'utilisation du christianisme comme un outil de contestation politique d'un ordre social par des catégories de personnes exclues de toute représentation politique dans la société médiévale. L'actualisation prophétique d'une fin du monde à venir par le Maître de Hongrie à l'occasion de la capture de Louis IX tout comme la co-construction, qui consiste à créer un parallèle superficiel entre les événements d'Égypte et les frustrations d'une partie de la population dans le royaume, créent un cadre idéologique dans lequel s'insère la révolte. En effet, la convergence des temporalités apocalyptique et historique proposée par le Maître de Hongrie dans ses prêches ouvre un espace de contestation politique dans un royaume affaibli par la régence de Blanche de Castille, âgée et malade.